# Gordonsetter
Gordonsettern är en hundras från Skottland i Storbritannien. Liksom övriga setter är den en stående fågelhund. Gordonsettern hör till de populäraste hundraserna i Norge.

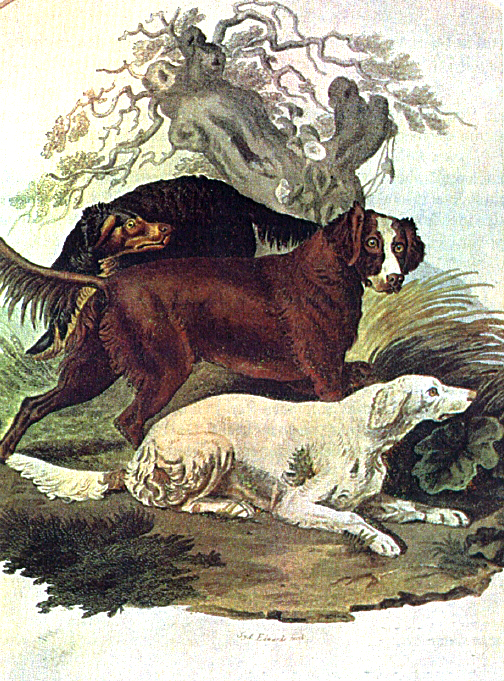
Tre typer av setter från Cynographia Britannica av Sydenham Edwards år 1800. Längst bak en Black and Tan Setter.

## Historia
År 1800 avbildades en black and tan setter av Sydenham Edwards (1768–1819) i Cynographia Britannica som har stora likheter med dagens gordonsetter. Rasen har fått sitt namn efter Alexander Gordon (1743–1827), fjärde hertig av Gordon i Banffshire norr om Aberdeen i Skottland. Han födde upp settrar efter deras jaktegenskaper. När han dog auktionerades hans hundar bort, av elva var endast en black and tan.
Vid den allra första hundutställningen i Newcastle upon Tyne 1859 hade settrar en gemensam klass. De svarta med röda tecken konkurrerade ut övriga varianter. 1861 i birmingham fick de en egen klass. Setterraserna delades upp definitivt när the Kennel Club bildades 1873. Rasens namn ändrades från Black and Tan Setter till Gordonsetter 1924.

## Egenskaper
Gordonsettern tillhör liksom de närbeskläktade raserna engelsk setter och irländsk setter rasgruppen brittiska stående fågelhundar. Gemensamt för dessa är deras förmåga att ”fatta stånd”, det vill säga att vid vittring av jaktbart fågelvilt, som till exempel fasan, rapphöna, orre, tjäder eller ripa, ”stelna till en staty” och med nosen peka ut för jägaren var fågeln finns, en egenskap som är de stående fågelhundarnas ”adelsmärke”.
Gordonsettern är en jakthund som kräver mycket mental träning och mycket motion. Den är intelligent, lojal, uthållig, tålig och viljestark, något som behövs för dess användning som jakthund i miljöer som fjäll, fält eller skog. För hunden skall komma till sin rätt behöver ägaren ha kunskaper om rasens mentalitet och behov av aktivering. För att få högre utmärkelser på hundutställning måste en gordonsetter ha merieter från jaktprov för stående fågelhund.

## Utseende
Gordonsettern är alltid svart med kastanjeröda tecken, det vill säga den färgteckning som på hundar brukar kallas black and tan. Den kan även ha en vit fläck på bröstet. Pälsen är kort på huvudet och på benens framsidor och medellång på kroppen med längre behäng på svans, benenes baksidor, buk, bröst, hals och öron.